# انزآب‌علیا
انزآب‌علیا روستایی است که در استان اردبیل، شهرستان اردبیل، بخش مرکزی، دهستان کلخوران قرار دارد.
این روستا از روستا های باستانی ایران می باشد. وجود دو تپه که قبرستان زرتشتیان باستان از زمان زرتشت نبی می باشد. این روستا از زمان امپراتوری مادها 1000 سال قبل از میلاد تا الان وجود دارد. 

## جمعیّت
بر اساس سرشماری سال ۱۳۸۵ جمعیّت این روستا ۱۵۸۱ نفر با ۳۶۶ خانوار بوده‌است.